# Patrice Munsel
Patrice Munsel, née Patrice Beverly Munsil le 14 mai 1925 à Spokane dans l'État de Washington et morte le 4 août 2016, est une soprano américaine et actrice à l'occasion.

## Biographie
Patrice Munsel étudie le chant d'abord dans sa ville natale, puis se rend à New York en 1940, où elle a comme professeurs William Hermann (qui a aussi enseigné à Roberta Peters) et Renato Bellini.
Après avoir gagné au concours « Auditions of the Air », elle débute au Metropolitan Opera de New York à 18 ans à peine, le 4 décembre 1943, dans le rôle de Philline dans Mignon, et devient la plus jeune cantatrice à s'être jamais produite sur cette scène dans un rôle principal. Une semaine plus tard, elle y chante Olympia dans Les contes d'Hoffmann, suivent ensuite Despina dans Cosi fan tutte, Rosina dans Il Barbiere di Siviglia, Lucia dans Lucia di Lammermoor, Gilda dans Rigoletto, puis elle connaît un formidable succès en Adele dans Die Fledermaus et dans le rôle-titre de La Périchole. Elle se produit au Met jusqu'en 1958.
Elle entreprend de nombreuses tournées de concert aux États-Unis et en Europe. En 1953, elle tourne un film dans lequel elle joue le rôle de Nellie Melba.
Après son départ du Met, elle offre ses prestations surtout dans la comédie musicale et dans la musique de variétés à la télévision.

## Filmographie
- 1953 : La Valse de Monte-Carlo (Melba) de Lewis Milestone : Nellie Melba
- 1968 : Les Mystères de l'Ouest (The Wild Wild West), (série TV) - Saison 4 épisode 20, La Nuit de la Diva (The Night of the Diva), de Herb Wallerstein : Rosa Montebello

## Sources
- David Hamilton, The Metropolitan Opera Encyclopedia, Simon & Schuster, 1987.  (ISBN 978-0-671-61732-5)

1. ↑  « https://norman.hrc.utexas.edu/fasearch/findingAid.cfm?eadid=01348 » (consulté le 7 septembre 2021)
2. ↑  Voir sa wikipage anglophone.
3. ↑  spokesman.com, 9 août 2016.